# Sint-Salvatorskapittel

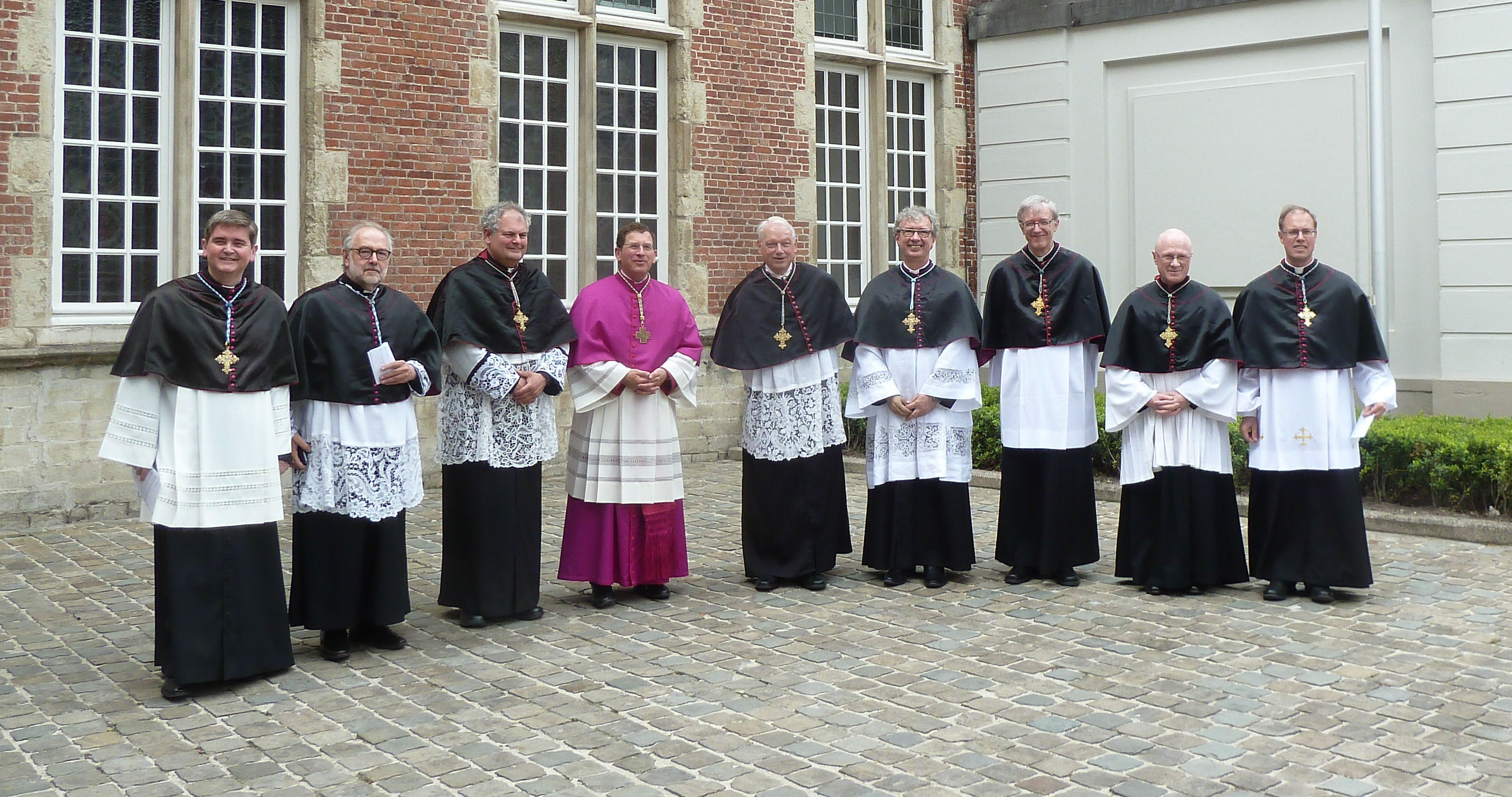
Enkele leden van het Kapittel, Brugge 2019

Het Sint-Salvatorskapittel van kanunniken zetelt in de Sint-Salvatorskathedraal in Brugge. Dit kapittel staat de bisschop van Brugge bij in zijn bestuurstaken en in het verzorgen van de eredienst in de kathedraal.

## Geschiedenis
Oorspronkelijk was de Sint-Salvatorskerk een 'collegiale' kerk, met een kapittel van kanunniken, net zoals de collegiale kerk van Onze-Lieve-Vrouw en de kathedraal van Sint-Donaas. De laatste bijeenkomst van de kanunniken van Sint-Salvator vond plaats op 20 juni 1797. Door het decreet van 25 november 1797 werden de kapittels tijdens de Franse overheersing afgeschaft.
Met een bul van 27 mei 1834 werd door paus Gregorius XVI het bisdom Brugge heropgericht. Gelet op de verdwijning van de Sint-Donaaskathedraal werd Sint-Salvator de kathedraal van het heropgerichte bisdom. Meteen werd voorzien in een kathedraalkapittel dat bestond uit tien kanunniken. Op 5 mei 1835 werden de statuten van dit kapittel goedgekeurd. In latere jaren werd het kapittel uitgebreid en bestaat het thans uit negentien leden. De statuten werden in 1924 in druk uitgegeven.
Met een breve van 12 december 1854 en op verzoek van bisschop Jean-Baptiste Malou, werd aan de kapittelheren toegestaan boven hun ambtskledij een borstkruis te dragen met een medaillon waarop de beeltenis van Onze-Lieve-Vrouw. Het kruis werd ontworpen door Thomas Harper King en uitgevoerd door een gespecialiseerde Brusselse firma, in opdracht van het huis Louis Grossé. Het wordt vandaag nog af en toe geproduceerd met behulp van de oorspronkelijke gietvorm, steeds in verguld zilver. Het borstkruis hangt aan een in het wit en blauw gevlochten zijden koord. Dit houdt verband met de rol die bisschoppen Joannes-Baptista Malou en Johan Joseph Faict speelden bij de totstandkoming van het dogma van de Onbevlekte Ontvangenis van de Maagd Maria.
Op 16 oktober 2020 werden de vernieuwde statuten van het kapittel van de Sint-Salvatorskathedraal goedgekeurd.

## Titulaire kanunniken

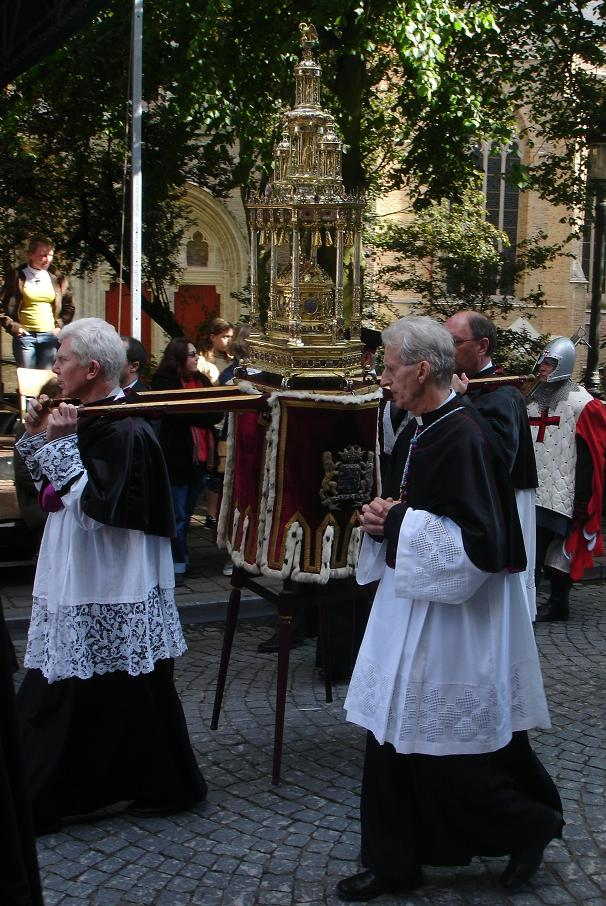
Het reliekschrijn van het Heilig Bloed, gedragen door Antoon Wullepit en Filip Debruyne. Libert Bruneel naast het schrijn

De volgende priesters maken deel uit van het kathedraalkapittel van Brugge (met geboortejaar, jaar van benoeming tot kanunnik en huidige benoeming):
- Jan Tilleman (°1948) (2005), kanunnik-deken van het kapittel (2009)[1]
- Adelbert Denaux (°1938) (1983)
- Antoon Vansteeland (°1947) (1992), bisschoppelijk visitator voor de religieuzen (2018), meewerkend priester in de pastorale eenheid Maria Ster-der-Zee Blankenberge-Zuienkerke (2019)
- Filip Debruyne (°1953) (1996), pastoor van de pastorale eenheid Emmaüs Kuurne (2018), kanunnik-penitencier (2020)[1]
- Jean-Pierre De Rudder (°1937) (1996)
- Stanislas Louis van Outryve d'Ydewalle (°1938) (1999)
- Libert Bruneel (°1936) (2005)
- Kristiaan Depoortere (°1946) (2005)
- Antoon Wullepit (°1951) (2005), officiaal en rechter in de interdiocesane kerkelijke rechtbank van tweede instantie voor de Vlaamse bisdommen (2020), rector van het begijnhof te Brugge.

### Benoemd door Mgr. Lode Aerts
- Pierre Breyne (°1948) (2017), ere-vicaris-generaal
- Patrick Degrieck (°1961) (2017), rechter in de interdiocesane rechtbank van eerste instantie voor de Vlaamse bisdommen (2004), directeur Zusters van O.L.V. van 7 Weeën Ruiselede (2004), juridisch raadgever dienst canoniek recht bisdom Antwerpen (2014)
- Stefaan Franco (°1974) (2017), bisschoppelijk gedelegeerde voor liturgie, sacramenten en permanent diaconaat (2016), rector van het Seminariehuis en diocesaan verantwoordelijke voor de priesteropleiding (2020)
- Philippe Hallein (°1972) (2017), secretaris-schatbewaarder.
- Henk Laridon (°1964) (2017), diocesaan proost Fedekam West (2005), deken decanaat Waregem (2018), pastoor van de pastorale eenheid Sint-Paulus Waregem (2018), aangesteld priester in de pastorale eenheid Sint-Franciscus Oostrozebeke-Wielsbeke (2018), coördinator voor oecumene in het bisdom Brugge (2019)
- Lieven Soetaert (°1960) (2019), deken van het decanaat Brugge (2019), pastoor van de pastorale eenheid Sint-Donatianus Brugge (2019)
- Marc Steen (°1959) (2019), professor KU Leuven, faculteit Theologie en Religiewetenschappen (2000), bisschoppelijk gedelegeerde voor de parochies (2018), vicaris-generaal (2019)
- Piet Vandevoorde (°1964) (2019), bisschoppelijk gedelegeerde voor caritas en diaconie (2019), rector van de H. Bloedbasiliek (2020)

## Erekanunnik
De bisschop benoemde ook erekanunniken. Het waren er twintig, tot bisschop Henricus Lamiroy in 1932 de toestemming kreeg dit getal te verhogen tot dertig. Tot na het Tweede Vaticaans Concilie werd dit aantal regelmatig bereikt. Clerici van het bisdom Brugge die elders een hoge functie bekleedden (hoogleraars bijvoorbeeld) of priesters die in het bisdom een voorname rol speelden (proosten van belangrijke sociale of caritatieve organisaties of van afdelingen van de Katholieke Actie, bijvoorbeeld) werden erekanunnik, teneinde ze een grotere maatschappelijke status te verlenen.
Na 1966 werden geen erekanunniken meer benoemd.
De laatste die deze eretitel ontving was Jozef Lodrioor.
In april 2015 overleed de laatste erekanunnik van het bisdom Brugge, Benjamin Willaert.

## Voormalige kanunniken en erekanunniken
- Joseph-Olivier Andries
- Jozef Bittremieux
- Antoon Brys
- Jozef Brys
- Kamiel Callewaert
- Arthur Camerlynck
- Achilles Camerlynck
- Charles Carton
- Albert Cauwe
- Louis Colens
- Alfons De Meester
- Leo Declerck
- Paul Declerck
- Alberic Decoene
- Désiré de Haerne
- Alfons Depoorter
- René Deschepper
- Arthur De Schrevel
- Emmanuel De Zeine (Brugge, 1927-2016) (1972-2016), secretaris van het bisdom (1962-2016), directeur Broeders Xaverianen (1962-2016).
- Albert Dondeyne
- Karel Dubois
- Adolf Duclos
- Wilfried Dumon
- Paul François
- Pieter Ghyssaert
- Silvère Hanssens
- Arthur Hodüm
- Rodolphe Hoornaert
- Baudouin Janssens de Bisthoven
- Paul Lambrecht (Pittem, 23 november 1933 - Brugge, 27 maart 2015), leraar Sint-Jozefscollege Tielt, medepastoor Sint-Jan-Baptistparochie Kachtem, secretaris bisdom Brugge (1966-2010), titulair kanunnik (1971), cantor (1976-2010), directeur van de zusters dominicanessen Engelendale (1966-2015).
- Frans Lefevre (Marke, 11 januari 1934 - Sint-Andries, 21 april 2022) (1992)
- Roger Lesage (Otegem, 31 oktober 1921 - Brugge, 1 augustus 1999), directeur Sint-Lodewijkscollege, hoofdinspecteur katholiek onderwijs.
- Jozef-Eugeen Lodrioor (Roeselare, 25 augustus 1921-10 september 2011), doctor in de theologie, was leraar aan het Brugse Sint-Lodewijkscollege en rijksinspecteur. Hij was in 1966 de laatste die benoemd werd tot erekanunnik van het Sint-Salvatorskapittel.
- Achiel Logghe
- José Lowie
- Guido Maertens
- Louis Maertens (Menen, 17 februari 1940 - Zedelgem, 22 mei 2018) (2003), priester gewijd op 16 juli 1966, directeur Sint-Jozefscollege Izegem (1979-1988), secretaris van het bisdom Brugge (1988-2013), kanselier van het bisdom Brugge (1992-2010), cantor (2010).
- Joseph Moerman
- Walter Pouleyn (Kuurne, 23 januari 1907 - Brugge, 19 januari 1984), leraar Sint-Jozefscollege Torhout, secretaris van het bisdom Brugge.
- Daniël Quartier
- Henri Rommel
- Maurits Sabbe
- Paul Sobry
- Eric Vanden Berghe
- Felix Van den Berghe (Meetkerke, 10 april 1919 - Brugge, 29 juli 2006), priester gewijd in 1945, studeerde aan de Katholieke Universiteit Leuven van 1940 tot 1942 en van 1945 tot 1949. Hij promoveerde tot licentiaat in de wijsbegeerte met een proefschrift over de Franse existentialist Louis Lavelle. In 1949 promoveerde hij tot doctor in de godgeleerdheid met een thesis over 'De leer over de H. Drieëenheid volgens Jan Ruusbroec'. Hij werd opeenvolgend retoricaleraar aan het bisschoppelijk college in Veurne (1949), professor wijsbegeerte aan het Klein Seminarie in Roeselare (1951) en geestelijk directeur. Van 1954 tot 1962 was hij privésecretaris van bisschop Emiel-Jozef De Smedt en secretaris van het bisdom Brugge (1962-1996). Hij werd erekanunnik in 1955 en titulair kanunnik in 1973. Hij was algemeen directeur van de Congregatie van de Zusters van de Heilige Jozef (1955-2000) en van de Congregatie van de Zwartzusters van Bethel (1964-1989). In 1971 medestichter, was hij van 1971 tot 1993 voorzitter van de Raad van bestuur van het AZ Sint-Lucas in Assebroek. Hij was ook lid (1965-1988) en ondervoorzitter (1969-1988) van de Raad van Bestuur van het Sint-Franciscus-Xaveriusziekenhuis in Brugge, lid van het beheerscomité van de Sint-Augustinuskliniek in Veurne (1966-1971), lid van het beheerscomité van het Heilig Hartziekenhuis in Oostende (1965-1968), ondervoorzitter van Katholieke Gezondheidszorg Oostende (1968-1990) en lid van de Raad van Bestuur van de vzw Sint-Monica in Oostende (1980-1989). Hij was voorzitter of bestuurder van het Sint-Jozefsinstituut (Zusters van de H. Jozef) in Brugge, het Hoger Technisch Instituut in Brugge, het Katholiek Regionaal Instituut Verpleegkunde in Oostende, het M.P.I. 'De Kindervriend' in Rollegem en het R.V.T. 'Huize St.-Jozef' in Ieper.[3][4]
- Herman Vandenbulcke (1958) (1920-2007), doctor in de godgeleerdheid, leraar Sint-Lodewijkscollege, professor aan het Grootseminarie Brugge.
- Vital Vangheluwe (Handzame, 3 december 1910 - Brugge, 21 augustus 1999). Priester van het bisdom Brugge (gewijd in 1935), doctor in de theologie Katholieke Universiteit Leuven, erekanunnik (1950), ereprelaat van Zijne Heiligheid (1955). Achtereenvolgens leraar aan het Sint-Vincentiuscollege in Ieper (1938-1939), geestelijk directeur van het Klein Seminarie in Roeselare (1939-1943), professor aan het Grootseminarie in Brugge (1943-1953) en directeur van de afdeling theologie, pastoor van de Sint-Amandsparochie in Waregem en deken van het decanaat Waregem (1953-1955), vicaris-generaal (1955-1985) van het bisdom Brugge.[5]
- Koen Vanhoutte
- Albin Van Hoonacker
- Alfred Vanneste (Kortrijk, 12 augustus 1922 - Brugge, 25 oktober 2014) werd tot priester gewijd in Brugge op 21 februari 1948. Hij promoveerde tot doctor in de theologie, licentiaat in de filosofie en licentiaat in de Bijbelwetenschappen aan de Katholieke Universiteit Leuven. Hij werd professor en econoom aan het Grootseminarie in Brugge (1952-1957). Tot erekanunnik benoemd in 1957, was hij stichter en decaan van de faculteit godgeleerdheid aan de universiteit Lovanium in Kinshasa (1957-1971), en medestichter van het Institut catholique de Yaoundé (1991). Van 1976 tot 1989 was hij buitengewoon docent aan de faculteit theologie van de Katholieke Universiteit Leuven. Hij werd in 1987 benoemd tot huisprelaat van Zijne Heiligheid. Hij was sinds 1989 algemeen directeur van de Zwartzusters van Bethel, een functie waarvoor hij in mei 2011 eervol ontslag kreeg.[6][7][8]
- Gerard Verbeke
- Benjamin Willaert (Izenberge, 24 oktober 1926 - Leuven, 5 april 2015[9]) werd tot priester gewijd in Brugge op 17 februari 1951 en promoveerde tot doctor in de theologie, licentiaat in de filosofie en licentiaat in de Bijbelse filologie. Eerst werd hij leraar aan het Klein Seminarie in Roeselare (1954-1955), daarna professor dogmatiek aan het Grootseminarie in Brugge (1955-1969), hoogleraar (1969-1972) en gewoon hoogleraar (1972-1992) aan de faculteit theologie van de KU Leuven. Hij stond bekend als een tegenstander van kerkelijke eretitels, zoals ere-kanunniken. Toen hij in 1965 zelf tot ere-kanunnik werd benoemd, antwoordde hij aan zijn vrienden die hem deze inconsequentie lieten opmerken: Het was het weigeren niet waard (in het West-Vlaams: 't was 't refuseren nie weird). Toen hij stierf was hij de laatste ere-kanunnik van het bisdom Brugge.

## Grafkapel
De kanunniken van het Sint-Salvatorskapittel kunnen ervoor kiezen om begraven te worden in de crypte van de kapel van de kanunniken op de Centrale begraafplaats te Brugge. In de crypte liggen 101 kanunniken begraven.